# 1957 & Co.
1957 & Co. (Hospitality) Limited，簡稱1957 & Co.（港交所：8495），在2009年，主席梁志天、關永權和總裁郭志波在總部香港成立「1957 & Co. (Hospitality) Limited」，主要經營日本料理、越南菜及上海菜料理。
股份在2017年12月5日於港交所創業板上市。股份公開發售價為0.875港元，股份數目為8000萬股，集資額為7000萬港元。用作用作開設餐廳等，其他則用作開拓中國發展餐廳開業前諮詢及管理諮詢服務。

## 品牌
- 安南
- 安南小館
- 權八
- 北海丼
- 芒果樹
- 家上海
- Paper Moon
- 十里洋場
- 竹日本料理
- Bella Vita（已結業品牌）

## 連結
- 1957.com.hk